# Vals-le-Chastel
Vals-le-Chastel é uma comuna francesa na região administrativa de Auvérnia-Ródano-Alpes, no departamento de Alto Loire. Estende-se por uma área de 4 km². Em 2010 a comuna tinha 46 habitantes (densidade: 11,5 hab./km²).